# 마르쿠스 세르빌리우스 파비아누스 막시무스
마르쿠스 세르빌리우스 파비아누스 막시무스(Marcus Servilius Fabianus Maximus)는 로마의 원로원 의원으로, 안토니누스 피우스와 마르쿠스 아우렐리우스 재위 기간 활동하였다. 그는 158년 중반 눈디니움 기간 퀸투스 얄리우스 바수스를 동료 집정관으로 둔 보좌 집정관이었다.
북아프리카 출신의 막시무스는 152년에 보좌 집정관을 지낸 마르쿠스 세르빌리우스 실라누스의 동생이자, 퀸투스 세르빌리우스 푸덴스의 친척, 루키우스 베루스 황제의 처남이었다.

## 생애
그의 '쿠르수스 호노룸'은 로마에 있는 한 금석문으로 특히나 알려져 있다. 기록으로 남은 그의 첫 직위는 '비긴티비리로 이뤄진 정무직 중 하나인 '콰투오르비리 비아룸 쿠란다룸'(quattuorviri viarum curandarum)이었다. 이 직위는 로마 원로원에 입성하는 데 있어 사전적이고 첫 번째 순서였다. 그 다음으로 게르마니아 수페르오르의 '본나'(오늘날 본)에 배치된 미네르비아 제1군단에서 트리부누스 밀리툼를 수행하였다. 막시무스는 복무를 마친 뒤 로마로 돌아와 로마의 재무관으로 선출되었는데, 이 전통적인 공화정 시대의 정무관직을 마침으로써 원로원에 입성할 수 있었을 것이다. 이후로 그는 '악타 세나투스'의 기록관인 '아브 악티스 세나투스'를 맡았다'. 그 다음으로 그는 귀족 조영관 및 법무관 등 전통적 공화정 시대의 정무관직을 두 번 더 수행했다.
법무관직을 관둔 뒤, 막시무스는 혹은 아시아 속주의 총독인 프로콘술의 대리격인 '레가투스' 로 선출되었다. 얼푈지 게저는 이 시기를 146년경으로 추측하였다. 이후로 몇 가지 요직들을 거쳤다. 처음은 발레리아 가도의 감독관이었는데 얼푈지는 이 감독관 직을 147년과 150년 사이에 임명되었을 겄으로 보았다. 그 뒤로 막시무스는 시리아 속주에 배치된 갈리카 제3군단의 '레가투스 레기오니스' 혹은 군단장으로 임명되었다. 얼푈지는 군단장 직위를 150년부터 153년까지이었을 것으로 본다. 로마로 돌아온 뒤, 그는 얼푈지가 153년과 156년 사이로 추측하는 '프라이펙투스 아이라룸 사투르니누스'에 임명되었다. 그런 다음 고위 자리에 올랐다.
막시무스의 고위직은 세 차례 있었다. 첫 번째는 신전들을 감독하는 직책인 '쿠라토르 아이디움 사크라룸'(curator aedium sacrarum)으로, 얼푈지는 160년쯤으로 추측하였다. 다음 직위는 모이시아 인페리오르 총독으로, 얼푈지는 161년에서 162년 사이로 보았다. 그 해 말에 마르쿠스 얄리우스 바수스가 파르티아 전쟁 기간 마르쿠스 아우렐리우스 황제의 핵심 조언자 집단의 일원인 '코메스'가 되었고, 막시무스는 그를 대신하여 모이시아 인페리오르 총독으로 임명된 것이었는데 얼푈지에 따르면 그의 총독 기간은 166년까지였다고 한다.
막시무스가 두 번째 총독직을 마친 뒤 공백으로 남아있다.